# Catherine Klein (actrice)
Pour les articles homonymes, voir Catherine Klein.
Catherine Klein est une actrice, scénariste, réalisatrice française.

## Biographie
Découverte comme actrice par Philippe Faucon, elle interprète le premier rôle des téléfilms Sabine et Muriel fait le désespoir de ses parents, dont elle coécrit le scénario.
Elle se lance dans la réalisation en 1995 avec Le Ravin. Son deuxième court métrage, Les Jumeaux, est nommé au prix du meilleur court métrage de la ville de Turin au Festival du film de Turin en 1996.
Elle réalise le téléfilm Comme un coup de tonnerre, diffusé le 1er novembre 2021 sur France 2.

## Filmographie

### Actrice

#### Télévision
- 1992 : Sabine : Agnès / Sabine
- 1993 : Les Cinq Dernières Minutes (un épisode)
- 1995 : Muriel fait le désespoir de ses parents : Muriel
- 2001 : P.J. (un épisode)
- 2012 : Le Reste du monde : la femme
- 2012 : Amour fou
- 2015 : Lui au printemps, elle en hiver : Marie
- 2021 : Comme un coup de tonnerre : la slameuse timide

#### Cinéma
- 2002 : Le Ravissement de Raphaël Jacoulot (court métrage)
- 2004 : Le Droit Chemin de Mathias Gokalp (court métrage)
- 2004 : La Ligne de Darielle Tillon
- 2009 : Si seulement d'Hélène Abram (court métrage)

### Scénariste
- 1995 : Le Ravin (court métrage)
- 1996 : Les Jumeaux (court métrage)
- 2003 : Un autre homme (court métrage), coécrit avec Lise Macheboeuf
- 2015 : Lui au printemps, elle en hiver, coécrit avec Jean-Luc Gaget
- 2021 : Comme un coup de tonnerre

### Réalisatrice
- 1995 : Le Ravin[4] (court métrage), avec Aure Atika
- 1996 : Les Jumeaux (court métrage)
- 2003 : Un autre homme (court métrage), avec Amira Casar et Aurélien Recoing
- 2015 : Lui au printemps, elle en hiver, avec Ludmila Mikaël et Éric Caravaca
- 2021 : Comme un coup de tonnerre, avec Grégory Montel et Élodie Navarre
- 2024 : Un dimanche de chasse, avec Pierre Perrier et Raphaël Lenglet